# Chlorida
Genre
Chlorida est un genre d'insectes coléoptères de la famille des Cerambycidae, de la sous-famille des Cerambycinae, de la tribu des Bothriospilini.

## Dénomination
Ce genre a été décrit par l'entomologiste français Jean Guillaume Audinet-Serville en 1834 sous le nom de Chlorida.

### Synonymie
- Tetracanthus (Hope, 1835)

## Taxinomie
Liste des espèces 
- Chlorida cincta  (Guérin-Méneville, 1844)
- Chlorida costata  (Serville, 1834)
- Chlorida curta  (Thomson, 1857)
- Chlorida denticulata  (Buquet, 1860)
- Chlorida fasciata  (Bates, 1870)
- Chlorida festiva  (Linnaeus, 1758)
- Chlorida obliqua  (Buquet, 1852)
- Chlorida spinosa  (Aurivillius, 1887)
- Chlorida transversalis  (Buquet / Guérin-Méneville, 1844)

### Articles liés
- Bothriospilini
- Liste des Cerambycinae de Guyane
- Galerie des Cerambycidae